# Anthony Davies
Anthony Davies (* 6. Dezember 1969) ist ein walisischer Snookerspieler aus Barry. Von 1991 bis 2005 verbrachte er 14 Jahre auf der Profitour.

## Karriere

### Erste Erfolgsjahre
Wie viele andere Snookerspieler begab sich auch Anthony Davies mit der Öffnung der großen Turniere für alle zur Saison 1991/92 auf die Profitour. Bereits bei seinem zweiten Turnier, dem Grand Prix, kam er unter die Letzten 128, auch wenn er dabei vom Ausfall eines Gegners profitierte. Seine Qualität bestätigte er bei der UK Championship, wo er nicht nur mit Ray Edmonds und Jack McLaughlin zwei langjährige Profis schlug, sondern mit einem 9:3-Sieg über die Nummer 16 der Weltrangliste Tony Knowles in die Runde der Letzten 32 einzog. Dort unterlag er seinem Landsmann Darren Morgan. Bei den weiteren Turnieren kam er zwar auch recht weit in den Vorrunden, aber nur bei den Asian Open kam er noch einmal unter die Letzten 96. Seine erste Ranglistenposition war damit bereits Platz 94 und er musste deshalb im zweiten Jahr nur noch eine Vorrunde spielen. Er erreichte bei einem Turnier der Strachan Challenge wieder die Runde der Letzten 32 und bei einem anderen sogar das Achtelfinale, es waren aber nur kleine Turniere mit geringer Wertigkeit für die Rangliste. Immerhin schlug er mit Cliff Wilson und Wayne Jones namhafte Spieler aus dem Bereich der Top 32. Bei den großen Turnieren erreichte er dreimal die Letzten 64. 1993/94 folgten Platzierungen unter den Letzten 32 beim Grand Prix und den International Open. Bei der Weltmeisterschaft am Saisonende erreichte er auch die höheren Runden und besiegte unter den Letzten 48 Ex-Weltmeister Joe Johnson mit 10:9. Dadurch gelang ihm erstmals der Einzug ins Hauptturnier im Crucible Theatre. Dort verlor er 7:10 gegen Neal Foulds. Obwohl er in dieser Saison Top-32-Spieler wie Johnson, Mark Johnston-Allen und Terry Murphy besiegt hatte, stand er selbst in der Zweijahresbilanz der Weltrangliste nur auf Platz 64.
Im Jahr darauf wiederholte er bei der Weltmeisterschaft seinen Hauptturniereinzug durch einen 10:2-Sieg über einen weiteren Ex-Weltmeister, Dennis Taylor. Aber auch sein zweites Match im Crucible verlor er gegen Darren Morgan. Daneben erreichte er noch zweimal ein Hauptturnier bei den European Open und den Thailand Open. Während er beim ersten Turnier unter die Letzten 32 kam, verlor er beim zweiten gegen einen Wildcard-Spieler in der Zwischenrunde. Beim Thailand Classic zu Beginn der nächsten Saison stand er dann aber wieder unter den Letzten 32. Und bei den European Open 1996 schaffte er sein bestes Turnierergebnis überhaupt. Mit Siegen unter anderem über Joe Johnson und den Weltranglisten-5. James Wattana erreichte er das Viertelfinale. Joe Swail verhinderte dann ein weiteres Vorrücken. Bei anderen Turnieren wie der WM kam er auch noch in die zweite oder dritte Runde und schaffte mit Platz 37 der Rangliste 1996 eine vorläufige Höchstplatzierung.

### Rückschritte und Karrierehöhepunkte
In der Saison 1996/97 setzte sich der Aufwärtstrend nämlich nicht fort, im Gegenteil folgte sein schwächstes Jahr mit nur zwei Siegen und einem Absturz auf Platz 61. Doch er hatte Glück, dass er damit gerade noch für die Main Tour direkt qualifiziert war, die ab 1997 nur noch aus einer begrenzten Zahl von Spielern bestand. Doch es folgte ein weiteres schlechtes Jahr, in dem er nicht über die zweite Runde bei den Profiturnieren hinauskam und bis auf Platz 85 zurückfiel. Danach hatte er schon den Gedanken aufzuhören und hatte sich sogar schon bei der Polizei von Südwales beworben, nahm aber noch einmal einen Anlauf. So spielte er zu Beginn der Saison 1998/99 das erste Turnier der zweitklassigen UK Tour und erreichte dort das Finale, das er knapp mit 5:6 gegen Alfie Burden verlor. Doch es dauerte bis zum letzten Saisondrittel, bis er wieder zur alten Form fand und erst beim China International und dann bei den British Open die Letzten 32 erreichte. Das setzte er in der nächsten Saison fort. Bei der Benson & Hedges Championship, die allerdings nicht für die Rangliste zählte, kam er ins Achtelfinale und bei den China Open erreichte er unter anderem mit einem Sieg über Top-20-Spieler Tony Drago das Hauptturnier. Beim Thailand Masters rang er in der ersten Hauptrunde die Nummer 8 der Weltrangliste Alan McManus mit 5:4 nieder und schaffte mit dem Achtelfinaleinzug sein zweitbestes Karriereergebnis bei einem Ranglistenturnier. Danach bot er Dominic Dale noch großen Widerstand bei seiner 4:5-Niederlage. Bei der Weltmeisterschaft konnte er die Saison zwar nicht krönen, weil er das Spiel ums Crucible gegen Dave Harold verlor, doch mit Platz 40 in der Weltrangliste hatte er fast wieder sein altes Niveau erreicht.
Der Saison 2000/01 fehlte zwar das herausragende Ergebnis, doch mit drei weiteren Top-32-Ergebnissen bei Ranglistenturnieren und andererseits nur einer Auftaktniederlage festigte er seine Position. Und 2001/02 folgte seine erfolgreichste Saison. Bei den British Open schlug er Stephen Hendry, damals Nummer 5 der Welt, mit 5:1 und schloss im Achtelfinale ab. Dieses Ergebnis erreichte er auch bei der Benson & Hedges Championship. In 4 der nächsten 5 Turniere stand er unter den Letzten 32. Und bei der Weltmeisterschaft erreichte er mit einem 10:9 über Marcus Campbell zum dritten Mal das Hauptturnier. Dort gelang ihm dann mit 10:7 über Alan McManus sein einziger Crucible-Sieg, bevor sich im Achtelfinale der dritte Schotte Stephen Hendry mit 13:3 deutlich für die Niederlage zu Saisonbeginn revanchierte. 2002 schloss Davies mit Platz 26 ab, seine beste Karriereplatzierung.
Durch seine Position war er nach dem damaligen Turniermodus immer automatisch für die Runde der Letzten 48 gesetzt. Das bedeutete aber auch, dass er immer weniger Spiele bekam und obwohl er 2002/03 immerhin dreimal die Letzten 32 erreichte, genügten ihm dafür in der ganzen Saison 3 Siege. Es bedeutete aber auch, dass er nach der Saison 2003/04 noch immer auf Platz 54 stand, obwohl er nicht ein einziges Spiel gewann. Allerdings musste er damit zwei Runden früher in die Turniere einsteigen. 2004/05 schaffte er es aber trotz der einfacheren Ausgangssituation mit 3 Siegen nur dreimal unter die Letzten 64. Er fiel auf Platz 76 der Weltrangliste und verlor damit nach 14 Jahren ohne Unterbrechung seinen Profistatus. Mit 35 Jahren beendete er daraufhin seine Profikarriere.
Anthony Davies war danach noch weiter als Snookertrainer erfolgreich und spielte auch noch einzelne Turniere. Bei der Amateurweltmeisterschaft 2007 erreichte er das Viertelfinale. 2013 nahm der Waliser als Amateur noch einmal an der offenen Players Tour Championship teil. Beim Kay Suzanne Memorial Cup überstand er die Amateurqualifikation und besiegte mit Anthony McGill und Nigel Bond zwei Top-48-Spieler, bevor er in der Runde der Letzten 32 ausschied.

## Erfolge
Ranglistenturniere:
- Viertelfinale: European Open (1996)
- Achtelfinale: Weltmeisterschaft (2002), Thailand Masters (2000), British Open (2001), Strachan Challenge (Minor Ranking, 1993 – Event 2)

Andere Profiturniere:
- Achtelfinale: Benson & Hedges Championship (1999, 2001)

Qualifikationsturniere:
- Finale: UK Tour (1998 – Event 1)